# Вершина (Донецкая область)
Верши́на (укр. Вершина) — село в Бахмутской городской общине Бахмутского района Донецкой области Украины.
Население по переписи 2001 года составляет 24 человека. Почтовый индекс — 84570. Телефонный код — 6274.
С августа 2022 года оккупировано ВС России и НМ ДНР.